# شتاونة (سيلولة)
شتاونة هو دُوَّار يقع بجماعة ابغاغزة، إقليم تطوان، جهة طنجة تطوان الحسيمة في المملكة المغربية. ينتمي الدوّار لمشيخة سيلولة التي تضم 25 دوار. يقدر عدد سكانه بـ 515 نسمة حسب الإحصاء الرسمي للسكان والسكنى لسنة 2004.

## روابط خارجية
- البوابة الوطنية للجماعات الترابية نسخة محفوظة 12 مارس 2018 على موقع واي باك مشين.
- المندوبية السامية للتخطيط